# ليس فلم مراهقين آخر
ليس فيلم مراهقين آخر (بالإنجليزية: Not Another Teen Movie) هو فيلم كوميدي أمريكي إنتاج عام 2001، الفيلم من بطولة تشيلر لاي، كريس إيفانز، جايمي بريسلي، إريك كريستيان أولسن وميا كيرشنر، عرض الفيلم في 14 ديسمبر 2001.

## روابط خارجية
مقالات تستعمل روابط فنية بلا صلة مع ويكي بيانات